# Bernard H. Hyman
Pour les articles homonymes, voir Hyman.
Bernard H. Hyman est un producteur, un scénariste et un réalisateur américain né le 20 août 1897 à Grafton (Virginie-Occidentale, États-Unis) et mort le 7 septembre 1942 à Hollywood (Californie, États-Unis).

## Filmographie

### comme producteur
- 1932 : Tarzan, l'homme singe (Tarzan the Ape Man)de W. S. Van Dyke
- 1932 : Raspoutine et l'Impératrice (Rasputin and the Empress) de Richard Boleslawski et Charles Brabin
- 1933 : Dans tes bras (Hold Your Man) de Sam Wood
- 1933 : The Solitaire Man (en) de Jack Conway
- 1933 : Le Chant du Nil (The Barbarian) de Sam Wood
- 1934 : Souvent femme varie (Forsaking All Others) de W. S. Van Dyke
- 1934 : Tarzan et sa compagne (Tarzan and his Mate) de Cedric Gibbons et Jack Conway
- 1934 : Le Chat et le Violon (en) (The Cat and the Fiddle) de William K. Howard et Sam Wood
- 1934 : La Belle du Missouri (The Girl from Missouri) de Jack Conway et Sam Wood
- 1934 : L'Espionne Fräulein Doktor (Stamboul Quest) de Jack Conway et Sam Wood
- 1935 : Chronique mondaine (After Office Hours) de Robert Z. Leonard
- 1935 : La Femme au masque (Escapade) de Robert Z. Leonard
- 1935 : Vivre sa vie (I Live My Life) de W. S. Van Dyke
- 1935 : One New York Night (en) de Jack Conway
- 1936 : Tarzan s'évade (Tarzan Escapes) de Richard Thorpe, John Farrow et al.
- 1936 : San Francisco de W. S. Van Dyke
- 1936 : Le Roman de Marguerite Gautier (Camille) de George Cukor
- 1937 : Saratoga de Jack Conway
- 1937 : Marie Walewska (Conquest) de Clarence Brown
- 1938 : Toute la ville danse (The Great Waltz) de Julien Duvivier et Victor Fleming
- 1940 : Cette femme est mienne (I Take This Woman) de W. S. Van Dyke, Josef von Sternberg, Frank Borzage

### comme scénariste (sélection)
- 1932 : Raspoutine et l'Impératrice (Rasputin and the Empress) de Richard Boleslawski et Charles Brabin

### comme réalisateur
- 1925 : Morals For Men